# Bernard Gardon
Bernard Gardon (født 2. december 1951 i Clermont-Ferrand, Frankrig) er en tidligere fransk fodboldspiller (forsvarer).
Gardon tilbragte hele sin karriere i hjemlandet, hvor han repræsenterede henholdsvis Nantes, Lille, Monaco og Saint-Étienne. Hos både Nantes, Monaco og Saint-Étienne var han med til at vinde det franske mesterskab, mens det med Monaco også blev til triumf i pokalturneringen Coupe de France. I alt nåede han over en periode på 14 år at spille knap 400 kampe i den bedste franske række.
Gardon spillede desuden én kamp for Frankrigs landshold, en VM-kvalifikationskamp mod Sovjetunionen 26. maj 1973, der resulterede i et nederlag på 2-0.

## Titler
Ligue 1
- 1973 med Nantes
- 1978 med Monaco
- 1981 med Saint-Étienne

Coupe de France
- 1980 med Monaco